# Autostrada A14 (România)
Autostrada A14 numită și Autostrada Nordului, este o autostradă propusă ce pornește de la punctul de pe granița cu Ungaria, Oar, Satu Mare, traseul parcurgând spre est trece prin apropierea localităților Satu Mare, Baia Mare, Dej, Bistrița, Vatra Dornei, intersectându-se cu Autostrada A7, continuându-și traseul până la Suceava.

## Traseu
Inițial era prevăzut ca de la Satu Mare, autostrada să treacă spre Ungaria prin punctul de frontieră Petea. Deoarece ulterior autoritățile din Ungaria au identificat un sit Natura 2000 la Rozsály - Csengersima în dreptul localității Petea, care a dus la modificarea traseului pe partea stângă a râului Someș, urmând ca drumul să intersecteze granița cu Ungaria în dreptul localității Csenger din Ungaria și Oar din România, aproximativ 7 km la sud de Petea, în linie aeriană. Aici încă nu există un punct de trecere comun al frontierei.

## Detalii constructive
Deși era prevăzut ca autostrada să fie finalizată în 2025, singurele bucăți cu cele mai mari șanse de a intra în stadiul de execuție sunt două, ambele cu o lungime de 10 km (Oar - Satu Mare, la profil de drum expres și Centura Gura Humorului), cu alte tronsoane având studiul de fezabilitate în desfășurare (Bistrița - Vatra Dornei), restul traseului rămânând planificat (Satu Mare - Bistrița și Vatra Dornei - Suceava)
Bucata Oar - Satu Mare (denumită și Someș Expres); este primul lot din autostrada respectivă la profil de drum expres, momentan în curs de licitare, având durată de proiectare 6 luni și execuție 18 luni, cu șanse să fie deschis în 2030. Lotul acesta va face legătura cu viitorul drum expres M49 din Ungaria.
Centura Gura Humorului (tot de 10 km) face parte din tronsonul Vatra Dornei - Suceava, fiind al doilea tronson cu șanse să fie deschis în 2030, la un cost estimat de 500 milioane de euro.
Pe lângă aceste loturi, o bucată din Centura Satu Mare ar urma să facă parte din Autostrada Nordului, dar acesta rămânând incert.